# Solanum stenandrum
Solanum stenandrum är en potatisväxtart som beskrevs av Otto Sendtner. Solanum stenandrum ingår i släktet skattor som ingår i familjen potatisväxter. Inga underarter finns listade i Catalogue of Life.